# Zork: The Great Underground Empire
Zork: The Great Underground Empire is een tekstadventure voor de onder andere de Apple II, uitgegeven door Infocom. Het spel werd uitgebracht in 1980. Later werd het spel geporteerd voor andere homecomputers.

## Releases
| Jaar | Platform                       |
| ---- | ------------------------------ |
| 1980 | Apple II                       |
| 1982 | DOS, PC Booter, TRS-80         |
| 1983 | Atari 8-bit, Commodore 64, MSX |
| 1984 | Macintosh, TRS-80 CoCo         |
| 1985 | Atari ST                       |
| 1986 | Amiga, Amstrad CPC             |
| 1991 | PC-98                          |
| 1996 | PlayStation, SEGA Saturn       |
| 2001 | Browser                        |

## Ontvangst
| Beoordeeld door | Platform        | Jaar | Score |
| --------------- | --------------- | ---- | ----- |
| Zzap!           | Amiga           | 1988 | 89%   |
| CU Amiga        | Amiga           | 1988 | 80%   |
| HonestGamers    | Sega Mega Drive | 2008 | 60%   |
| Power Play      | Amiga           | 1988 | 60%   |
| Power Play      | Sega Mega Drive | 1990 | 58%   |
| Sega-16.com     | Sega Mega Drive | 2007 | 50%   |
| Micro News      | Sega Mega Drive | 1990 | 50%   |

## Trivia
- Het spel is opgenomen in het boek 1001 Video Games You Must Play Before You Die van Tony Mott.
- Zork I is speelbaar in Activision's game Call of Duty: Black Ops uit 2010. In het hoofdmenu van de game kan de speler opstaan uit een stoel en een computer vinden. Door "zork" in te typen op deze computer wordt Zork I gestart. Zork I is volledig speelbaar en kan tot het einde uitgespeeld worden in Call of Duty: Black Ops.